# José Luis García del Pozo
José Luis García del Pozo (nascut l'11 de gener de 1991 a Màlaga, Andalusia), més conegut com a Recio, és un futbolista professional andalús que juga com a migcampista.

## Carrera esportiva
Producte del filial del Málaga, Recio va fer el seu primer debut l'11 de novembre de 2010, poc després de l'arribada del seu entrenador Manuel Pelegrini, substituint l'entrenador Jesualdo Ferreira; va debutar sent titular en un partit de la Copa del Rei guanyant 3–2 a casa contra l'Hèrcules FC, a trenta-dosens de final (3–2 en total). Deu dies després, va aparèixer a La Liga, de nou com a titular, però perdent 0-3 contra el Deportivo La Coruña.
A finals de mes, després de fer uns quants partits sòlids, Recio va signar el seu contracte professional, que el vinculava al club fins a l'estiu del 2015. El 5 de desembre de 2010, va fer el seu primer gol com a professional, guanyant amb un 4–1 a casa contra el Racing de Santander.
El 9 de gener de 2013, després d'haver jugat escadusserament durant la temporada, Recio fou cedit al Granada CF, de la mateixa categoria, fins al 30 de juny. Hi va debutar cinc dies després, entrant com a substitut en un empat 2−2 a fora contra el Getafe CF. Va marcar el seu primer gol amb l'equip la jornada 19a, en una victòria per 2−0 a casa contra el Rayo Vallecano, que significà també la seva primera titularitat.
Després del retorn al Màlaga, Recio va ser titular indiscutible, i va signar una extensió de contracte fins al 2018 l'11 de desembre de 2014. El 21 de febrer de 2017, va renovar contracte fins al 2021.

### Leganés
El 31 d'agost de 2018, després que el Màlaga descendís de primera, Recio va signar per quatra anys amb el CD Leganés. El 4 de setembre de 2020, quan el Lega també va baixar, fou cedit a la SD Eibar per un any.

## Selecció espanyola
El 24 de març de 2011, amb les seves bones actuacions amb el primer equip del Málaga, el jugador de 20 anys va fer el seu debut amb l'Espanya Sub-21, en un partit amistós contra França Sub-21. També en aquest any va representar el seu país a la Copa del Món de futbol sub-20 de 2011 celebrada a Colòmbia, jugant en quatre partits tot i acabar perdent als quarts de final.